# Pauridiantha coalescens
Pauridiantha coalescens är en måreväxtart som beskrevs av Ntore och Steven Dessein. Pauridiantha coalescens ingår i släktet Pauridiantha och familjen måreväxter. Inga underarter finns listade i Catalogue of Life.